# Nicole Barber-Lane
Pour les articles homonymes, voir Barber et Lane.
Nicole Barber-Lane, née le 13 mai 1970 en Angleterre, est une actrice britannique.

## Biographie
Nicole Barber-Lane est principalement connue pour son rôle de Myra McQueen (en) dans la série télévisée Hollyoaks.

## Filmographie
- 2005 : Bodies (série télévisée) : Alex Blair
- 2011 : Hollyoaks Later (en) (série télévisée) : Myra McQueen
- 2008-2019 : Hollyoaks (série télévisée) : Myra McQueen (763 épisodes)